# 김준태 (정치인)
김준태(金濬泰, 1915년 9월 5일 ~ 1987년 10월 1일)는 대한민국의 정치인이다. 제2·5·6대 국회의원을 지냈으며 부흥부 정무차관을 지냈다.

## 이력
대구공립상업학교를 졸업하고, 만주국립 대동학원에서 전문학사 학위 취득하고서 일본 고등문관시험 사법과에 합격하였다. 이후 대한민국 국방대학교에서 행정학사 1기 학위 취득한 그는 대구지방검찰청 검사, 부흥부 정무차관, 민주공화당 당무위원, 민주공화당 원내부총무, 민주공화당 중앙상임위원,  제2대, 제5대, 제6대 국회의원을 역임하였다.

## 역대 선거 결과
|  | 19.77% |

|  | 16.60% |

|  | 28.89% |

|  | 51.08% |

|  | 46.47% |

## 참고 자료
- 김준태 - 대한민국헌정회

| 전임 태완선 | 제7대 부흥부 정무차관 1961년 1월 30일 ~ 1961년 5월 20일 | 후임 조성근 (건설부 차관) |